# San José Ismocoy
San José Ismocoy är en ort i Mexiko.   Den ligger i kommunen Yajalón och delstaten Chiapas, i den sydöstra delen av landet, 800 km öster om huvudstaden Mexico City. San José Ismocoy ligger 813 meter över havet och antalet invånare är 138.
Terrängen runt San José Ismocoy är varierad. San José Ismocoy ligger nere i en dal. Runt San José Ismocoy är det ganska tätbefolkat, med 67 invånare per kvadratkilometer. Närmaste större samhälle är Yajalón, 3,2 km sydost om San José Ismocoy. I omgivningarna runt San José Ismocoy växer i huvudsak städsegrön lövskog.